# 🕉️
🕉️ is een teken uit de Unicode-karakterset dat een 
omkar voorstelt. Het gaat hier specifiek om de weergave als emoji om het religieuze concept zoals dat bestaat in het hindoeïsme, boeddhisme, jaïnisme en sikhisme mee aan te geven, en is als metoniem een verbeelding van voornoemde religies. 
Deze emoji is in 2015 geïntroduceerd met de Unicode 7.0-standaard, als onderdeel van het Unicode blok Diverse symbolen en pictogrammen.

## Betekenis

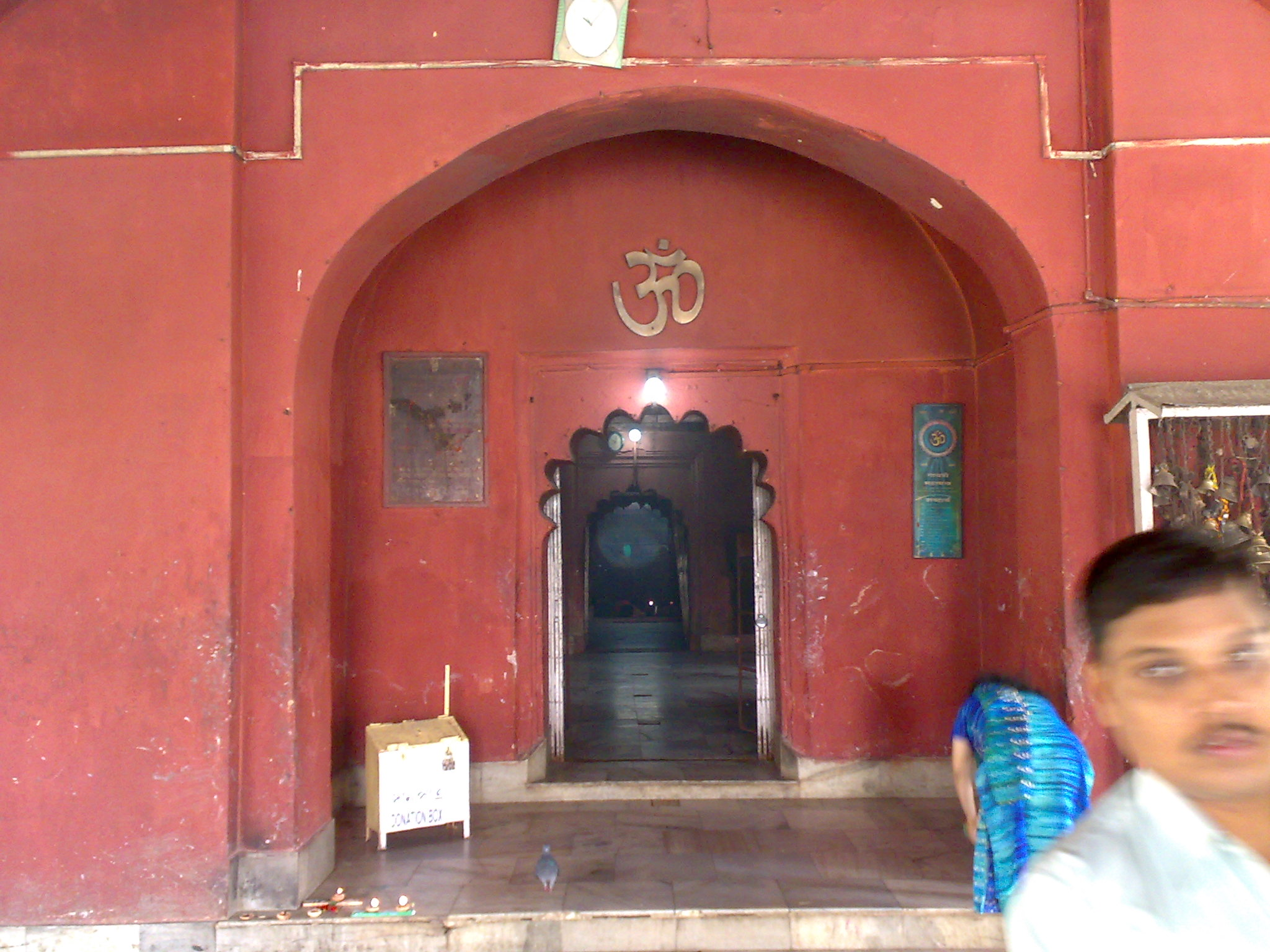
Het teken boven de toegang van het inner sanctum van de Sivasagar Sivadol in Sivasagar

Deze emoji geeft de Omkar weer, de lettergreep Om in het devanagari schriftsysteem. ॐ is een mystieke of heilige lettergreep in de dharmische religies.
Het karakter komt in Unicode ook voor als ॐ, U+0950 in het Devanagari Unicode blok. Hier wordt ॐ bedoeld als onderdeel van het Devanagari schriftsysteem. De toevoeging van 🕉️ als emoji heeft ook te maken dat niet alle platformen ondersteuning bieden aan alle Unicode blokken; een smartphone die wel emoji kan laten zien heeft wellicht geen ondersteuning voor devanagari karakters.

## Codering

De Twemoji-implementatie

### Unicode
In Unicode vindt men 🕉️ onder het codepunt U+1F549 U+FE0F(hex).
De standaardweergave van 🕉️ is in tekstmodus, er zal een VARIATION SELECTOR-16 (U+FE0F) toegevoegd moeten worden om weergave als emoji af te dwingen. Inmiddels zijn er meerdere platforms, zoals Twitter, die het karakter ook zonder VS-16 grafisch weergeven.

#### Weergave met Variation Selectors
| Karakter Shortcode | Weergave met VS15 html | Weergave met VS16 html | Weergave zonder VS html |
| ------------------ | ---------------------- | ---------------------- | ----------------------- |
| U+1F549 :om:       | 🕉︎ &#x1F549;&#XFE0E     | 🕉️ &#x1f549;&#XFE0F    | 🕉 &#x1F549;             |

### HTML
In HTML kan men in hex de volgende code gebruiken: &#x1F549;&#XFE0E.

### Shortcode
In software die shortcode ondersteunt zoals GitHub kan het karakter worden opgeroepen met de code :om:. In Slack is de code een beetje anders; :om_symbol:

### Unicode-annotatie
De Unicode-annotatie voor toepassingen in het Nederlands (bijvoorbeeld een Nederlandstalig smartphonetoetsenbord) is Om-symbool. De emoji is ook te vinden met de sleutelwoorden hindoeïsme, om en religie.